# Течения Японского моря
Течения Японского моря отличаются заметным разнообразием режимов, что обуславливает формирование смешанной тепловодной и умеренной флоры и фауны на берегах моря, несмотря на довольно чёткие зональные различия между северо-западной и юго-восточной частями его акватории.

## Общая характеристика
В целом, поверхностные течения в море носят циклонический характер и направлены против часовой стрелки. Тёплый вектор, представленный Цусимским течением, движется вдоль о. Хонсю на север. Холодное течение приходит из Татарского пролива и проходит вдоль побережья материка к югу.  У каждого из них имеются крупные и мелкие ответвления. Кроме этого, во внутренней части акватории, выделяется до пяти зон смешанной циркуляции, представляющих собой крупные водовороты. Течения, подразделяемые на холодные и теплые, носят следующие названия:
- Тёплые[2]:
  - Куросио (№ 1) — основной поток находится за пределами акватории Японского моря;
    - Цусимское течение — ветвь Цусимского течения, отличается наибольшей солёностью воды (№ 4);
    - Соя — ветвь Куросио; самое северное из всех тёплых течений (№ 6), берёт начало в акватории Японского моря, уходя в Охотское море;
    - Восточно-Корейское течение;
    - Безымянная ветвь между ними[3];
- Холодные[4]:
  - Течение Шренка - холодное и опреснённое водами Амура;
    - Приморское течение;
    - Южно-приморское течение;
    - Северо-Корейское течение.

## Особенности
- Тёплые течения Японского моря в целом сильнее холодных, что обусловлено узостью Татарского пролива по сравнению с Цусимским (Хидака К.)
- Все течения моря отличаются сезонной изменчивостью режимов[5]. Некоторые второстепенные ветви в отдельные годы не проявляются вовсе.